# Raúl Esnal
Raúl Esnal (Las Piedras, 23 aprile 1956 – San Salvador, 15 dicembre 1993) è stato un calciatore uruguaiano, di ruolo difensore.

## Biografia
È stato ucciso, mentre correva in strada, da vari colpi di pistola provenienti da un camion a San Salvador, capitale di El Salvador.
Anche suo figlio Cristian è un calciatore.

## Palmarès

### Club

#### Competizioni nazionali
- Campionato salvadoregno: 1

Atlético Marte: 1985